# Копаневич, Николай Ефимович
Николай Ефимович Копаневич (1899 — ?) — советский инженер-механик, лауреат Ленинской премии.
Окончил гимназию в Могилёве, затем институт.
С 1935 г. работал ведущим конструктором в Бюро взаимозаменяемости в металлообрабатывающей промышленности (БВ).
Специалист в области измерительной техники, автор изобретений, создатель многих сложных автоматических приборов.
Автор учебных пособий:
- Копаневич Н. Е., Автоматический контроль твердости деталей. — [Москва : Б. и., 1955]. — 8 с. : схем. ; 22 см
- Типовые примеры схем измерений размерных параметров деталей машиностроения [Текст] / отв. исполн.: Н. Е. Копаневич, А. В. Эрвайс, 1969. — 141, [2] с.

## Награды
Ленинская премия 1957 года — за участие в создании комплексного автоматического цеха по производству массовых подшипников на ГГПЗ имени Л. М. Кагановича.